# Лаферов В'ячеслав Гаврилович
Лаферов В'ячеслав Гаврилович — радянський і український художник по гриму.

## Життєпис
Народ. 14 березня 1939 р. в Баку. Закінчив Одеське технічне училище (1957).
Працював на Одеській кіностудії.
Був членом Спілки кінематографістів України.
Помер 26 січня 1996 р. в Одесі.

## Фільмографія
- «Повернення» (1960)
- «Приходьте завтра...» (1963)
- «Наш чесний хліб» (1964)
- «Тиха Одеса» (1967)
- «Один шанс із тисячі» (1968)
- «Чортова дюжина» (1970)
- «Севастополь» (1970)
- «Життя та дивовижні пригоди Робінзона Крузо» (1972)
- «Петька у космосі» (1972, т/ф)
- «Прощайте, фараони!» (1974)
- «Місце зустрічі змінити не можна» (1979)
- «Вторгнення» (1980, у співавт.)
- «Очікування» (1981)
- «Що у Сеньки було» (1984, у співавт.)
- «Дві версії одного зіткнення» (1984, у співавт.) та ін.